# リオレ
リオレ（仏：riz au lait）は、ライスプディングのフランスでの名称。米をミルクで炊き、甘くした料理。フランスでは家庭的なデザートで、ヨーグルト、クレームブリュレ、ムースオショコラと同様にフランスのスーパーでは商品として並んでいる。ライスプディングと同義であるが、フランス料理（デザート）として供される場合はリオレと呼ばれる。

## 名称と発音
"riz" はフランス語で米、"lait" はミルク、"au" は 「〜と」「〜に」という意味の前置詞である。"riz"はリゾットなどの語に見られ、"au lait"はカフェ・オ・レと同様「ミルクと」という意味である。「米とミルク」という意味を持つ語で、「riz」の「z」は発音せず、リオレと発音する。

## 歴史

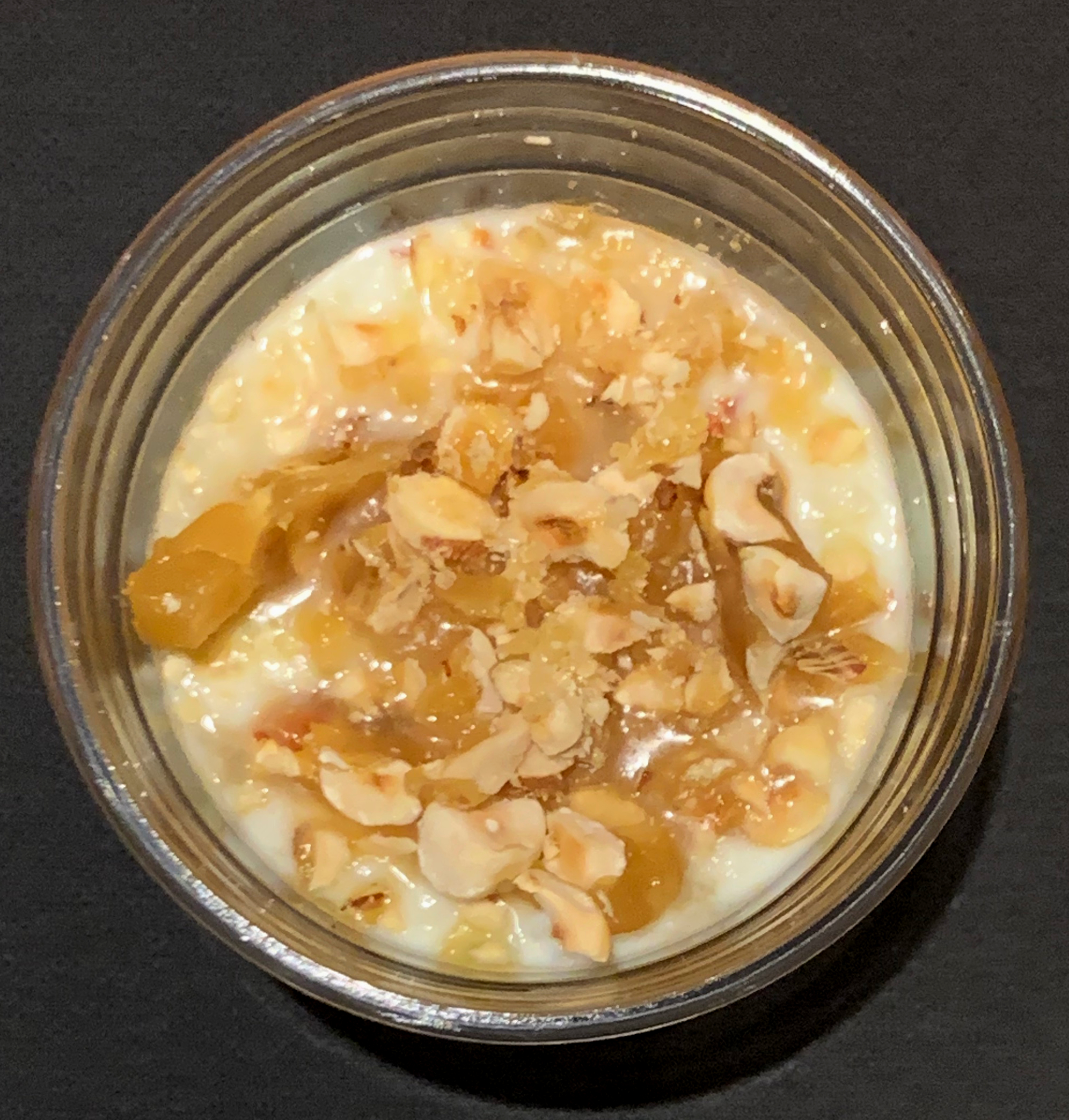
カラメルとヘーゼルナッツのリオレ

フランスでのリオレの歴史は、16世紀ごろからの記録があり、サンフォリヤン・シャンピエ（Symphorien Champier）の孫で、フランソワ1世の医師ジャン・ブリュイエラン・シャンピエが書いた『De re cibaria』（1530年から1547年の間に書かれたもの）の一節を、食品に関する歴史家のマドレーヌ・フェリエール（Madeleine Ferrières）が訳している。同書では、「米は太ると考えられており、宮廷や大都市では、痩せすぎの女性たちがよく米を食べている。（中略）ミルクや大量の砂糖と一緒に食べている」と書かれていた。
18世紀末までは、主に人や動物用のダイエットとして医薬品の形で使用されていた。
1615年、イギリスの詩人、ジャーヴェス・マーカム（Gervase Markham）は、Whitepotのレシピを紹介している。このレシピは、クリーム、卵、ローズウォーターを加えたもので、現代のライスプディングのすべての要素を備えていた。
1787年に、8種類の米の調理法の中に、ピエール＝ジョゼフ・ビュショによる rice à la chancelièreのレシピがあり、これは卵を使わないリオレと同様のものだった。米をミルクで炊いてペースト状にならないよう調理し、調理の最後に砂糖を入れ数粒の塩を入れるというもので、彼はそれをスープと呼んでいる。
1813年に書かれた『Grammaire de la langue arabe』（1813年）の中で、フランス人のエジプト学者であるクロード・エティエンヌ・サヴァリ（Claude-Étienne Savary）は、「リオレは麝香と龍涎香を混ぜると絶品である」と記している。
フランス料理においてリオレは、「ボリュームのあるスープ」（フランス人シェフ兼パティシエであるジュール・グーフェ（Jules Gouffé）の1870年の本にはまだあった）や「リオレと小麦粉のケーキ」としての地位を徐々に失い、世紀の後半になってからデザートになった。
1868年、フランスの料理研究家であるユルバン・デュボワ（Urbain Dubois）の『La Cuisine classique』には、バニラ風味のリオレにメレンゲ状のリンゴとアプリコットソースを添えたものが掲載されているが、これはもともと1815年のアントナン・カレームの作品にあったレシピであり、ミルクではなく水で米を炊いたものである。1869年、コーラ・ミレー・ロビネ（Cora Millet-Robinet）による著書「La Maison rustique des dames」では、レモンとオレンジ花水で香り付けをし、ブラックコーヒーやチョコレートで香り付けをすることをが提案されていた。

## レシピと材料
家庭的なデザートであるためレシピは一定しておらず、基本的な牛乳と米のほか、砂糖、卵、バニラ、クローブ、バター、マーガリン、クリーム、塩、シナモン、フルーツ、ドライフルーツ、ナッツ類、など使う材料もさまざまである。小麦粉を使わないのでグルテンフリーのデザートとしても紹介される。
NHKが運営するサイト「みんなのきょうの料理」では、脇雅世によるリオレ（「リ・オーレ」表記）のレシピが公開されており、米、牛乳、グラニュー糖、バニラオイルをベースに、キャラメルソースで生キャラメル（またはキャラメル）牛乳、ドライフルーツを使うものとなっている。

## 商品
フランスでは、ネスレ、ユニリーバ、ダノンなど、乳製品を専門とする大手食品グループが、すぐに食べられるパッケージ入りのリオレを商品ラインナップに加えており、ネスレの商品パッケージにはフェルメールの絵画『牛乳を注ぐ女』がデザインされている。バニラやカラメル風味のものが多く、オーガニック、ビーガン、ラクトースフリーのものも増えている。

## 日本での展開

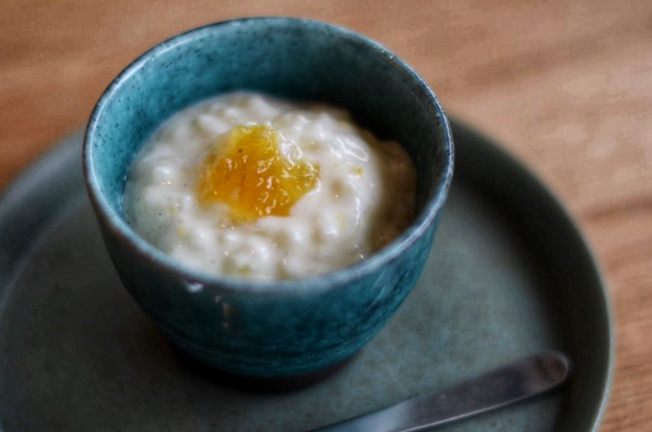
1. CookForJapanと食べチョクによる#RESQ イベントの際に作られた小泉敦子シェフによるおおた農場の渡津米を使ったリオレ

米が主食の日本人にとっては、米を使った甘いデザートをなかなか受け入れがたいというエピソードもあり、フランスを拠点とする辻仁成は最初にリオレを見た時に驚いたと語り、銀座のフレンチレストラン「サラマンジェ」のオーナーシェフである脇坂尚は「作るのは難しくないが、客から高評価を得るのは難しい」としている。 
日本のフランス料理店でのメニューやレシピは多くみられ、四谷の「オテル・ドゥ・ミクニ」のオーナシェフ三國清三は、甜菜糖、甘酒を使用したリオレのレシピを、自らのYouTubeチャンネルで公開している。 
2019年に放映されたテレビドラマ『グランメゾン東京』の第7話においてリオレは物語のカギとなる料理として登場し、親子をつなぐ思い出のデザートとして描かれている。 
ハーゲンダッツではアイスクリームを使ったリオレのレシピを公開している。

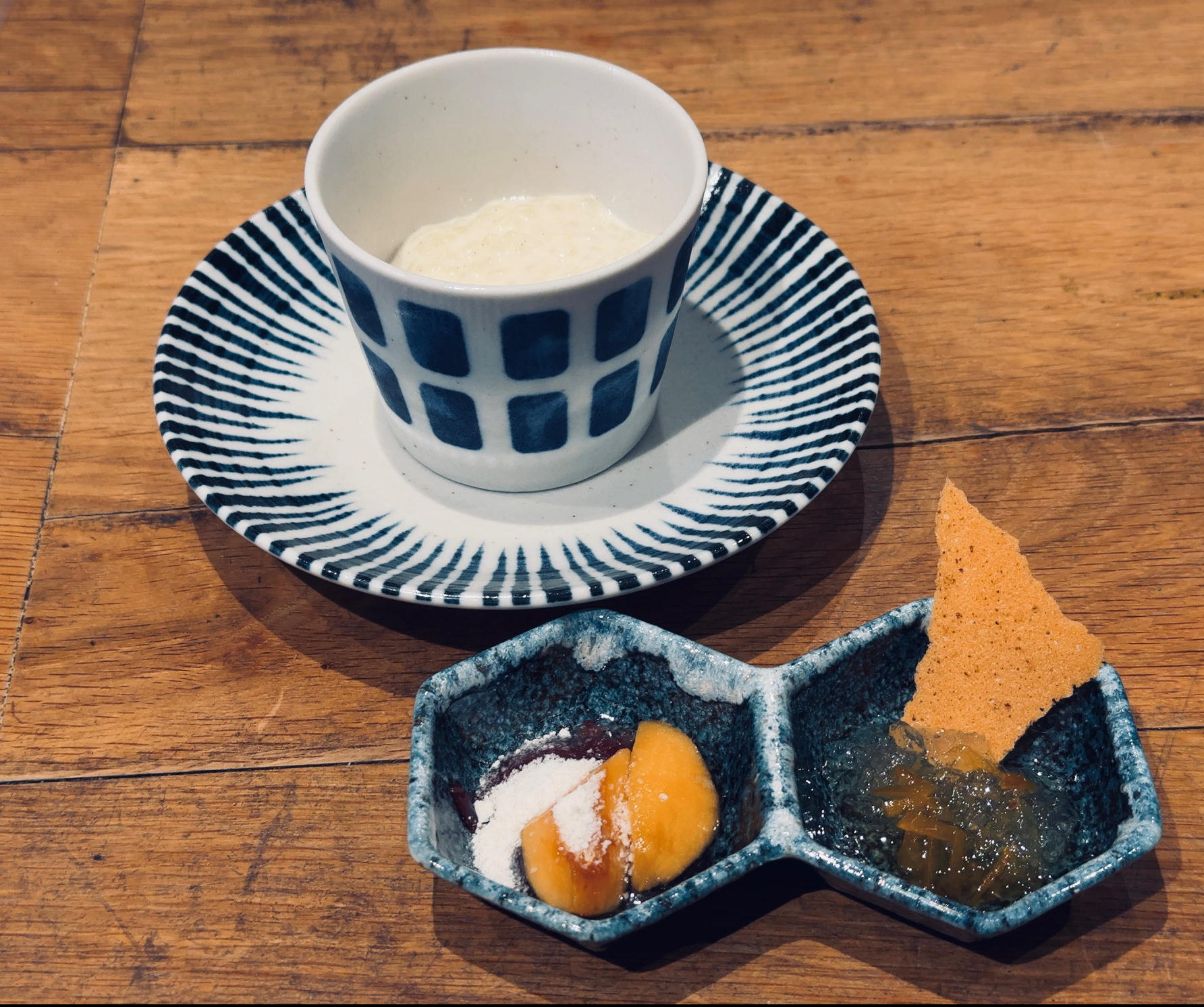
関口幸秀シェフによるリオレ トリプルサマーオレンジソース、スプリングシャインソース

2021年、「食べチョク」や「#CookForJapan」では、米の消費量の減少や生産者支援の一環として、地域特産品をつかったリオレのレシピや料理の販売を行い、2022年も牛乳の消費減少や、肥料などの価格高騰の影響を受ける生産者支援として、東京の虎ノ門ヒルズにイタリア料理の関口幸秀シェフが期間限定のレストラン「リオレに夢中」をオープンし、メインで提供した。
予約制レストランやミールキットを展開する「あめつち」ではピエール・エルメとのコラボレーションによるリオレを手掛けた。
千代田区神田神保町にある、こどもの本とカフェの店「ブックハウスカフェ」には、カフェメニューに管理栄養士の植野美枝子の監修によるリオレがあり、押し麦、ブラウンシュガー、アイスクリームなどが使われている。
愛知県常滑市の西浦南小学校では、フランス料理店のシェフが母校の卒業予定の生徒に向けて地元の食材を使った料理をふるまい、美浜町の米と常滑の牛乳で作られたリオレがメニューに入っていた。
山形県ではブランド米「つや姫」を使ったリオレが、2021年に行われた「山形のうまいものファインフードコンテスト」で大賞を獲得した。

## 言及

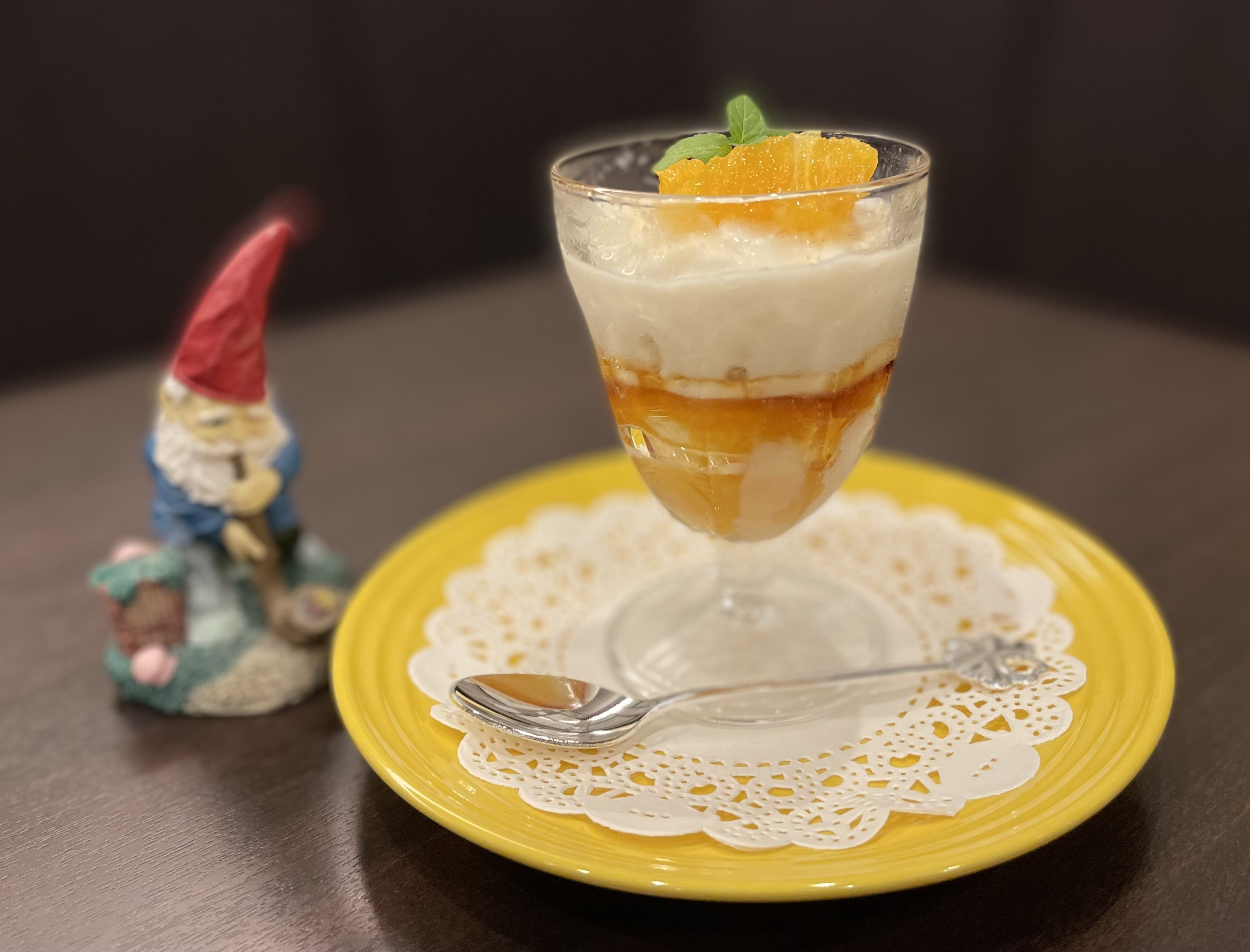
神保町『ブックハウスカフェ』の押し麦、ブラウンシュガー、アイスクリーム、福来みかんのジャムを使ったリオレ

ピエール・ブルデューは「ディスタンクシオン」の中で以下のようにリオレに言及しており、リオレは大衆的なものと位置付けている。
たとえば一口に「米」と言っても、そのなかにはどちらかといえば大衆的な「リオレ」や「リオグラ」もあれば、むしろブルジョワ的な、というより正確に言えばインテリ的な「リオキュリ」――それだけでひとつの生活様式を思わせる「リ・コンプレ」は言うに及ばず――などもあるのだから
またカミーユ・ルモニエ（fr:Camille Lemonnier）の小説「Le vent dans les moulins」では、リオレがはいった食器を錫製のスプーンとともに持ち、ネコの食事と対比させている様子が描かれている。
Tout le monde tenait dans les mains des écuelles de riz au lait et en raclait le fond avec des cuillères d'étain. L'enfant aussi, assis sur une botte de paille près du chat, mangeait dans une petite écuelle.